# Giuseppe Baiocchi
Giuseppe Baiocchi (Lucca, 19 dicembre 1923 – Bologna, 3 novembre 2012) è stato un calciatore e allenatore di calcio italiano, di ruolo ala.
È scomparso nel 2012 all'età di 88 anni

## Carriera

### Calciatore
Dopo due stagioni in Serie C con la SPAL, ha disputato nell'immediato dopoguerra sei campionati di massima serie (cinque a girone unico più l'anomalo campionato 1945-1946) con la maglia del Bologna, riuscendo ad essere titolare nella sola stagione 1947-1948, chiusa dai felsinei all'ottavo posto, nella quale disputa 32 incontri in campionato mettendo a segno 5 reti, con due doppiette ad Alessandria e Vicenza.
Chiude la carriera nelle serie minori con Potenza, Pisa (in prestito dal Bologna) e Nissena.
In carriera ha disputato complessivamente 59 presenze, con 7 reti all'attivo, nella Serie A a girone unico.
Nel 1945-1946 ha vinto la Coppa Alta Italia.

### Allenatore
Dopo aver allenato Nissena e Rosarno, nel 1958 fu ingaggiato dal Siena, allora in Serie C, quale allenatore in seconda.

## Palmarès

### Club

#### Competizioni nazionali
- Coppa Alta Italia: 1

Bologna: 1945-1946